# Marc Et Claude
Marc Et Claude ist ein deutsches Trance-Projekt, bestehend aus Marc Romboy und Klaus Derichs.

## Karriere
Schon zu Beginn der 1990er Jahre war Romboy als Marc Et Claude an der Seite von Derichs erfolgreich. Der Track Toulouse, der 1993 erschien, wurde ein Trance-Hit.
1997 brachten Marc Et Claude und der Produzent Jürgen Driessen den Track La heraus, der in vielen Techno-Charts auftauchte. Durch den Remix von Pete Tong gelang der Remix 1999 bis auf Platz 28 der britischen Hitparade.
Das auf einem Sample des Korgis-Songs Everybody’s Got to Learn Sometimes basierende Stück I Need Your Lovin’ (Like the Sunshine) gilt als das erfolgreichste des Projekts Marc et Claude und kletterte im Jahre 2000 bis auf Platz 12 der englischen Singlecharts.

## Diskographie

### Singles
- 1997: LA
- 1998: A Tribute to Kraftwerk (& Dr. Sam)
- 1999: Ne
- 2000: I Need Your Lovin’
- 2001: Loving You
- 2001: The History of Acid House
- 2001: Tremble
- 2002: Feel You (featuring Tony Hadley)
- 2003: Loving You 2003
- 2003: It’s All for Love
- 2003: Free Spirit (featuring Marc van Linden)